# David Timor
David Timor Copoví (Carcaixent, 17 ottobre 1989) è un calciatore spagnolo, centrocampista dell'FC Goa.

## Carriera
Ha giocato nella prima divisione spagnola per tre stagioni consecutive con l'Osasuna, con cui ha esordito in gare ufficiali il 23 aprile 2011 in una partita persa per 2-0 in casa contro il Barcellona; nell'estate del 2013, dopo aver giocato complessivamente 41 partite di prima divisione con la squadra basca, è stato ceduto al Girona, squadra di Segunda Division (la seconda serie spagnola). In seguito ha giocato nuovamente in prima divisione dal 2019 al gennaio del 2022 con il Getafe, club con cui ha anche giocato 7 partite in UEFA Europa League. Nella stagione 2022-2023 gioca all'Huesca in seconda divisione, categoria in cui gioca anche dal 2023 al 2025 con la maglia dell'Eldense. Nel 2025 si è trasferito in India per giocare al FC Goa.